# Eudald Graells i Puig
Eudald Graells i Puig (Ripoll 1901 - 1992) fou un investigador i erudit català.

## Biografia
Estudià principalment la història de la farga catalana i les antigues manufactures ripolleses de claus (fets pels clavetaires) i sobretot d'armes, amb els seus panys (fets pels panyetaires) i els canons. Des del 1957 fins a la seva mort fou director de l'Arxiu Museu Folklòric de Sant Pere de Ripoll i ha col·laborat sovint amb el Centre d'Estudis Comarcals del Ripollès. El 1985 va rebre la Creu de Sant Jordi. Des del 1993, el Centre Cultural de Ripoll rep el seu nom. Amb una mestria i coneixement del passat de la indústria de Ripoll i dels termes emprats fa servir a tota la seva obra el terme pany, tot i que el DIEC, el Termcat, el DCVB i la GEC empren la dualitat pany/clau.